# Шишхане (станція метро)
41°01′42″ пн. ш. 28°58′23″ сх. д. / 41.028368078426° пн. ш. 28.972939168239° сх. д.
Шишхане́ (тур. Şişhane) — станція лінії М2 Стамбульського метрополітену. Відкрита 31 січня 2009
Розташована під вулицею Мешрутієт (тур. Meşrutiyet) район Бейоглу, Стамбул, Туреччина. 
Виходи до Істікляль та Касимпаша.
Конструкція — колонна трипрогінна станція глибокого закладення з однією острівною платформою.
Пересадки: 
- Тюнель,
- Ностальгічний трамвай Т2
- Автобуси: 32T, 35C, 36T, 38T, 46Ç, 46E, 46H, 46T, 47, 47A, 47Ç, 47E, 47K, 47N, 54E, 54HT, 54TE, 55T, 66, 69A, 70FE, 70FY, 70KY, 71AT, 71T, 72T, 72YT, 73, 73F, 74, 74A, 76D, 76E, 76T, 77, 77A, 77Ç, 79T, 80T, 83O, 85T, 87, 89C, 89T, 92T, 93T, 97BT, 97T, 145T, EM1, EM2
- Мікроавтобуси: Шишхане — Шишлі, Шишхане — Юнус Емре-махаллесі, Шишхане — Ісфанбул АВМ, Шишхане — Імар Блоклари, Таксим — Аксарай, Таксим — Бакиркьой, Таксим — Джевізлибаг, Таксим — Флор'я, Таксим — Коджамустафапаша, Таксим — Топкапи, Таксим — Єнібосна, Таксим — Єшилкьой

| Попередня станція    | Лінія | Лінія                           | Лінія | Наступна станція |
| -------------------- | ----- | ------------------------------- | ----- | ---------------- |
| Таксим до Хаджиосман |       | M2 (Стамбульський метрополітен) |       | Галіч до Єнікапи |